# Бузин, Александр Сергеевич
Александр Сергеевич Бузин (28 июля 1976 — 21 мая 1996) — российский военнослужащий, младший сержант, инструктор минно-розыскной собаки саперного батальона специалистов служебного собаководства, Герой Российской Федерации (1996, посмертно).

## Биография
Александр Бузин родился 28 июля 1976 года в городе Нижнем Тагиле Свердловской области. В 1988 году семья Бузиных переехала на постоянное место жительства в город Советский Ханты-Мансийского автономного округа Тюменской области. В 1992 году, после окончания 9 классов средней школы №2 Александр продолжил обучение в ПТУ №42 по специальности «станочник деревообрабатывающих станков, столяр художественной мебели». Окончив училище, он работал в Советском лесопромышленном комбинате плотником.
11 декабря 1994 года, Бузин был призван Советским РВК на действительную срочную военную службу в ряды Вооруженных сил РФ. Службу проходил во внутренних войсках в дивизии оперативного назначения Северо-Кавказского региона в составе военной части №3666 (поселок Казачьи Лагери Ростовской области) в саперном батальоне специалистов служебного собаководства в должности инструктора. С декабря 1995 по май 1996 года рядовой Александр Бузин вместе со своей служебной собакой – овчаркой по кличке Джон дважды был командирован для выполнения боевых задач в Чеченскую Республику. В отдельных рейдах Александр со своей собакой обнаруживали до 12 мин и фугасов. В феврале 1996 года он лично обнаружил и обезвредил в поселке Орехово 6 фугасов и склад инженерных боеприпасов.
В январе 1996 года Александр Бузин второй раз был направлен в командировку в Чеченскую Республику. В 1996 году саперы внутренних войск в основном занимались разминированием оставленных боевиками населенных пунктов. В начале мая 1996 года инструктор минно-розыскной собаки Александр Сергеевич Бузин, как наиболее опытный и подготовленный специалист в составе подразделения разведки воздушно-десантной дивизии выполнял специальное задание по разоружению и ликвидации незаконных вооруженных формирований.
20 мая 1996 года, рядовой Бузин со своей служебно-розыскной собакой убыл в рейд в тыл противника западнее Бамута, Ачхой-Мартановского района с целью обнаружения и обезвреживания минно-взрывных устройств. На следующий день, 21 мая, продвигаясь впереди группы, Александр Бузин осуществлял инженерную разведку местности. Обнаружив засаду боевиков, он первым открыл огонь, дабы тем самым предупредить следовавших за ним десантников и не допустить возможность внезапного нападения на группу. В ходе завязавшегося боя рядовой Александр Бузин погиб, была смертельно ранена и его собака Джон. Ценой своей жизни, он предотвратил гибель группы и обеспечил выполнение поставленной задачи. За несколько дней до гибели, А. Бузину было присвоено звание младшего сержанта, но узнать об этом он не успел.
Александр Бузин был похоронен в городе Советском Ханты-Мансийского автономного округа – Югры Тюменской области.
Указом Президента РФ № 1576 от 18 ноября 1996 года младшему сержанту Бузину Александру Сергеевичу посмертно присвоено звание Героя Российской Федерации с вручением медали «Золотая Звезда» , за мужество и героизм, проявленные при выполнении специального задания.

## Память
- Приказом министра внутренних дел РФ, Александр Бузин навечно зачислен в списки личного состава воинской части.[8]
- Бюст Героя России А.С. Бузина установлен на аллее Славы в Парке Победы города Ханты-Мансийска.[9]
- В казарме 186 ОИСБ стоит кровать Героя. На тумбочке, стоящей рядом с кроватью, стоит портрет Бузина А.С.